# テンカラット
株式会社テンカラット（英: TEN CARAT Co.,Ltd）は、東京都渋谷区にある芸能事務所。バーニングプロダクション系列。

## 概要
- 1994年6月、会社設立。2011年7月現在、マネージメント事業部（女優・タレント）、アプレ事業部（俳優）、モデル事業部Plume、音楽事業部から構成されている[1]。
- 1995年11月、モデル事業部Plumeを設立。
- 2011年1月5日、株式会社アプレがテンカラット内にアプレ事業部を設立。それに伴い、アプレに所属していた豊原功補・高良健吾がアプレ事業部に移籍。アプレ社長・狩野直人はテンカラットの取締役も務める[1]。
- プロダクション事業・デジタルコンテンツ事業のほか、飲食事業（イタリアンレストラン経営）も行っている。また、自社ビルには系列の診療所・エステサロンがあり、所属タレントが利用できる[1]。
- 社長・小林栄太朗は、爆笑問題・太田光の中学時代の同級生である。
- バーニングプロダクションの系列企業[2][3]。

## 所在地変遷
- 1994年 - 東京都港区南麻布5-2-37 ディペッシュモード1F
- 1995年 - 東京都港区西麻布3-6-6 ルート西麻布
- 1998年 - 東京都港区六本木5-18-23 INACビル2F
- 2000年 - 東京都渋谷区渋谷2-14-7 TEN CARAT Bldg.（初の自社ビル）
- 2004年 - 東京都渋谷区広尾5-19-1 TEN CARAT Bldg.（自社ビル）

## 所属タレント
| - 田中麗奈 - 井浦新 - 香里奈 - 吉沢悠 - 高良健吾 - 石田ひかり - 菊池亜希子 - 知花くらら - 中条あやみ - 深川麻衣 - 元乃木坂46 - 三根梓 - 志田彩良 - 村瀬紗英 - 元NMB48 - 中島歩 - 森高愛 - 安倍萌生 - 黒川心 - 三宅亮輔 - 朝井大智 - 金井美樹 - 窪塚愛流 - 松木エレナ - 中井友望 - 寺田光 - 瑛蓮 - 樹麗 - 守屋茜 - 元櫻坂46 - 田中偉登 - 新津ちせ - 大月美里果 - 中西希亜良 - 大沢あかね - 石川恋 - 加藤未央 - 森麻季 - 元日本テレビアナウンサー - 道端カレン - ダンカンレミ - 安田レイ - メレンゲ - JAMOSA | - 嵐莉菜 - 村瀬紗英 - 仁科由紀子 - 前田典子 - アンミカ - 小泉里子 - 生方ななえ - 熊沢千絵 - Kelly - MALIA. - 日比野玲 - 榊ゆりこ - はな - AYUMI - 森下紀子 - 松田珠希 - 愛甲千笑美 - えれな - 宮本りえ - 美優 - 伊藤ニーナ - 坂田梨香子 - 菜波 - 内田ゆうほ - いかりさとみ - 石井エミリー - 横山エリカ - 波音ステファニー - 藤本リリー - 橋本モニカ - 夏嶋イクミ - 熊井戸花 - リリアン - 河村ここあ - 橋本まゆ - 赤谷奈緒子 - 静まなみ - 阿部菜渚美 - 斉藤千穂 - 阪井あゆみ - 香川絵馬 - みほ - 織香 - 坂本悠子 - 友紀 - 彩友美 |

## 過去の所属タレント・モデル
- 飯田紗千
- 井出薫
- 井上奈美
- 石屋友美
- 岡本綾 - 2004年9月、系列会社「デップ」からテンカラットに異動。2007年5月退社
- 奥貫薫
- 岸史子
- 近藤綾子
- 斎藤梨沙
- 昇二郎
- 豊原功補
- 永井流奈 - 2006年9月、海外留学に伴い退社。2007年7月より新事務所「アプレ」へ移籍後、引退
- 長倉あづさ
- 長澤樹
- 能世あんな
- 萩原ひとみ
- 橋本真実
- 原嶋元久
- 肥野竜也
- 藤井悠
- 雅子 - 2015年1月、死去
- 松岡音々
- 松本莉緒
- 松原朋子
- 松田絵里沙
- 松田和佳
- 真山景子
- 望月麻衣
- 水元桃子
- 吉井由紀
- 蘭華
- 渡辺枝里子
- 渡辺有菜
- 渡辺浩美
- 中山咲月
- ギャビー
- 嵐莉菜
- 青山夕夏
- 梅園アマンダ
- 鎌田えみり
- CAMILLA
- 榊原美紅
- 高堰うらら
- 辻香緒里
- 長谷川ミキ
- 波音セーラ
- 伴沙織
- 藤森香衣
- 宮本えり
- YURI